# Nicolás Mihanovich
Nicolás Mihanovich, all'anagrafe Niccolò Mihanovich (Doli, 21 gennaio 1846 – Buenos Aires, 24 giugno 1929), è stato un imprenditore austro-ungarico emigrato in Argentina.
Possedeva una flotta di più di 300 navi che navigavano sul Río de la Plata e sul Paraná. Attualmente, l'edificio in cui si trova l'Hotel Sofitel di Buenos Aires, un porto paraguaiano sul Fiume Paraguay e un "micro-quartiere" di Buenos Aires portano il suo nome. In vita Nicolás ricevette molte onorificenze da diversi monarchi europei. Nel 1899 l'imperatore austroungarico Francesco Giuseppe I lo nominò console onorario e, nel 1912, gli concesse il titolo di barone (Nikolaus Freiherr Mihanovich von Dolskidol) con diritto successorio. Altre onorificenze includono quelle conferite dallo zar e dai re di Spagna e d'Inghilterra.

## Biografia
Nacque a Doli, un piccolo paese vicino a Ragusa, il 21 gennaio 1846 da una povera famiglia italo-croata di marinai. Figlio di Pietro Mihanovich (nativo di Doli) e Antonia Sangaletti (nativa di Lagosta), fu battezzato cinque giorni dopo, il 26 gennaio 1846. 

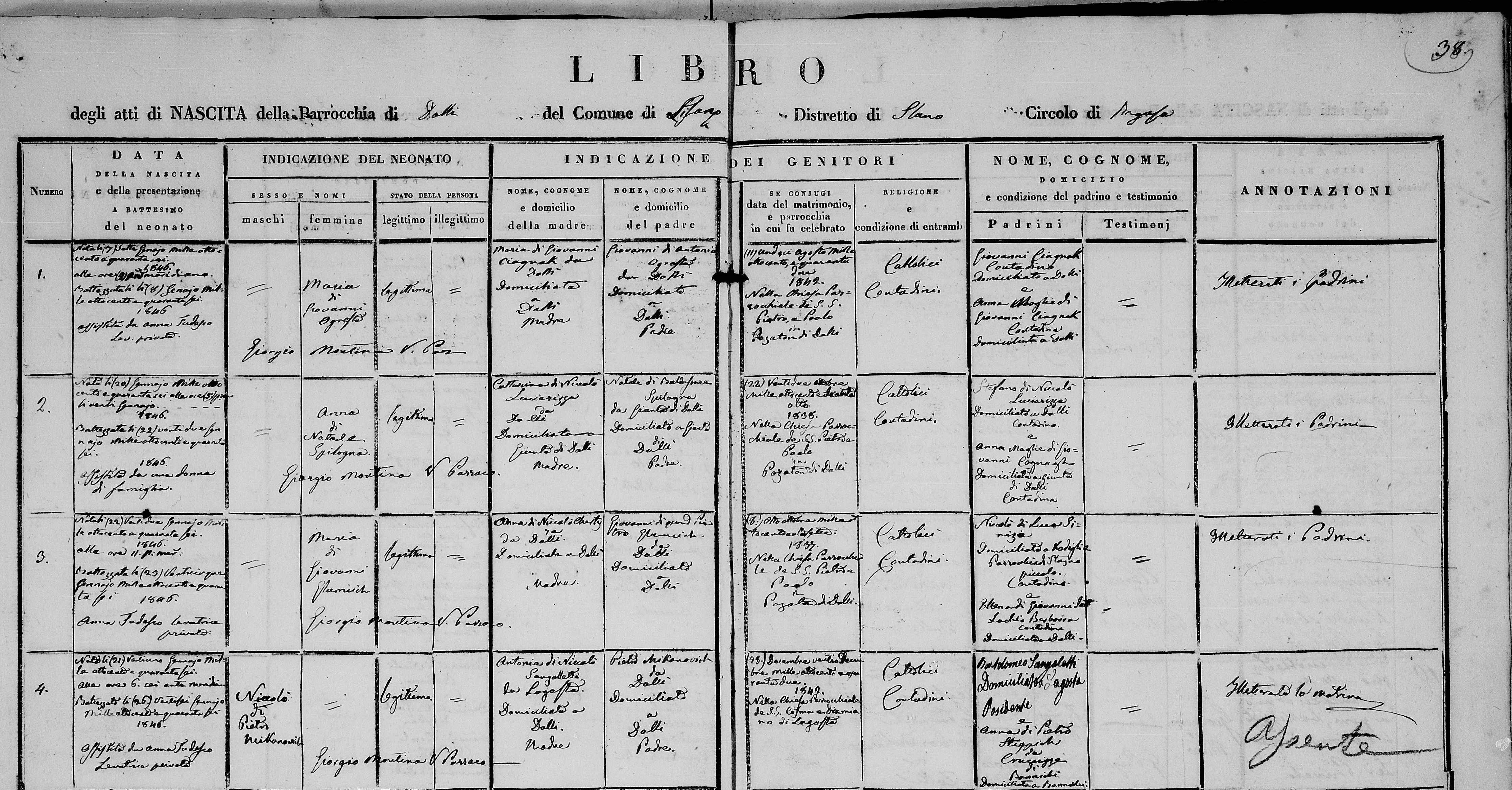
Battessimo di Nicolás Mihanovich, il 26 gennaio 1846 a Doli. (Numero 4)

Nel 1867 arrivò a Montevideo, Uruguay, a bordo della fregata britannica City of Sidney. Come pagamento per i servizi resi da Cardiff a Montevideo, gli pagarono £14 che vennero rubati non appena Nicolas uscì dalla banca.
Il giovane immigrante austroungarico cominciò la sua carriera trasportando truppe durante la guerra della triplice alleanza, poi si trasferì a Buenos Aires dove iniziò a lavorare nel trasporto di passeggeri con il suo socio genovese Giovanni Battista Lavarello. Pochi anni dopo, nel 1869, Giovanni Battista morì e Nicolás si sposò con Caterina Balestra, vedova del defunto, prendendo così le redini dell'azienda che chiamò Nicolás Mihanovich y Compañía.
Nel 1887 l'azienda cominciò a offrire il servizio di traghetti passeggeri che collegavano Buenos Aires con Carmelo e Colonia del Sacramento, in Uruguay. Dopodiché l'azienda iniziò a crescere e crescere, acquistando addirittura molte aziende che offrivano servizi simili, finché non diventa l'azienda navale più importante dell'America Latina.
L'azienda diventò nel 1903 la Sociedad Anónima Nicolás Mihanovich e, nel 1909, la The Argentine Navigation (Nicolás Mihanovich) Company Ltd.
Nicolás morì il 24 giugno 1929 a Buenos Aires, essendo sopravvissuto a tutti i suoi figli e alla moglie nata a Camogli e morta a Buenos Aires il 29 ottobre 1896, trentatré anni prima.

## Edificio Nicolás Mihanovich

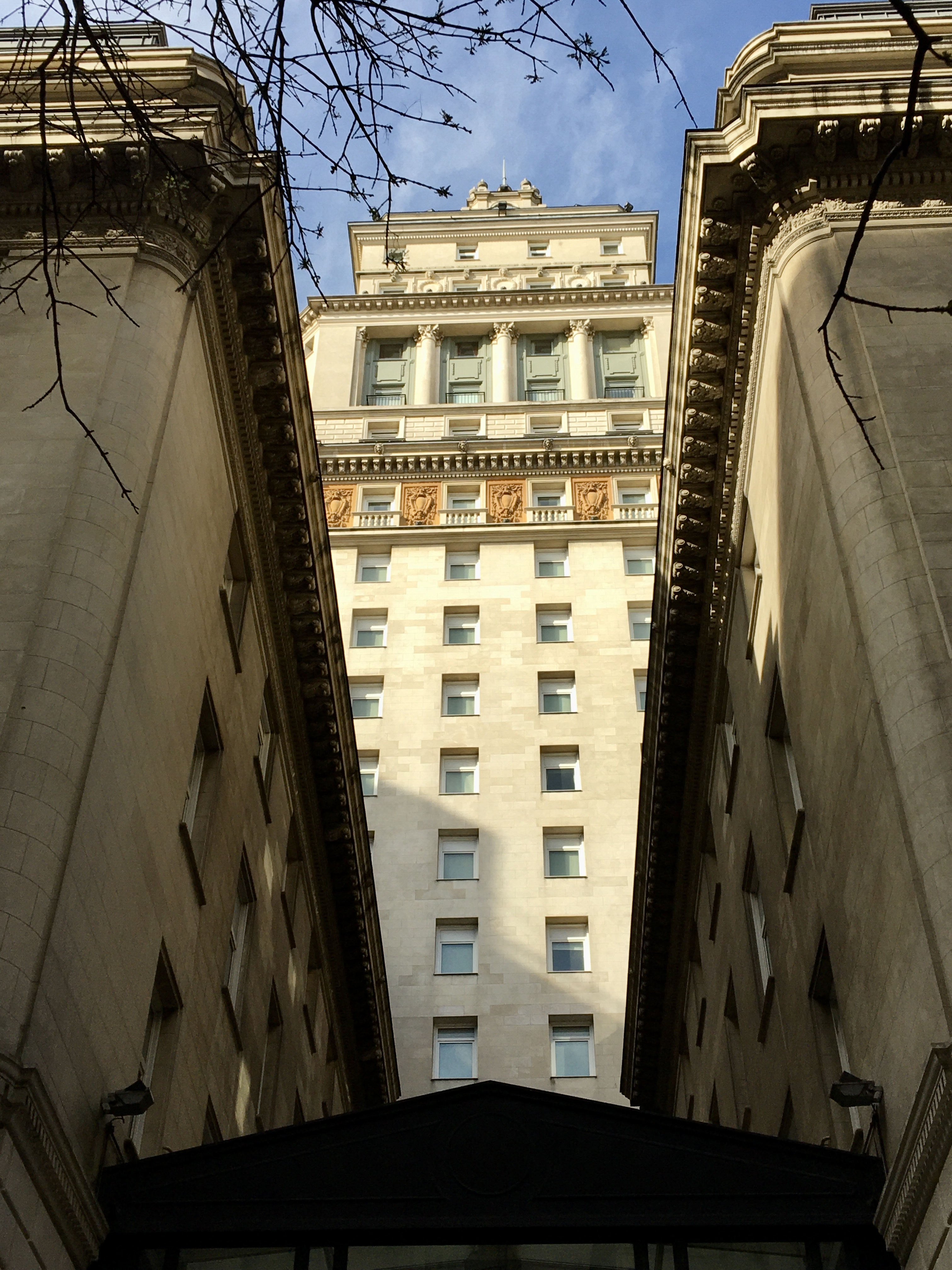
Edificio Nicolás Mihanovich, attualmente l'Hotel Sofitel di Buenos Aires.

Storico grattacielo di Buenos Aires, commissionato dall'imprenditore austroungarico che voleva erigere un grande palazzo per poterne affittare gli appartamenti, rivolgendosi ad una clientela composta dalla piccola borghesia, ricca ma non abbastanza da potersi permettere di costruire un proprio palazzo. A questo proposito acquistò dunque un lotto lungo l'esclusiva calle Arroyo nel quartiere del Retiro, nel settore settentrionale della città.
Si dice che il signor Mihanovich abbia richiesto che il suo grattacielo, approfittando della sua vicinanza al Rio della Plata, fosse visibile da molto lontano e che disponesse di un faro sulla sua cima che guidasse le navi della sua compagnia. La costruzione dell'edificio venne affidata nel 1925 ai fratelli Bencich, originari di Trieste e amici della famiglia Mihanovich, secondo il progetto redatto dagli architetti Héctor Calvo, Arnoldo Jacobs e Rafael Giménez.
Alla morte di Nicolás Mihanovich, l'immobile venne comprato dai fratelli Massimiliano e Michele Bencich, motivo per cui il palazzo è anche conosciuto come "Edificio Bencich". Nel 1997 venne infine acquistato del gruppo francese Accor, proprietario della catena di alberghi di lusso Sofitel. I lavori di ristrutturazione dell'edificio, iniziati nel 2000 e terminati a fine 2002, vennero affidati all'architetto Daniel Fernández. I nuovi interni vennero invece progettati dallo studio di architettura Hampton-Rivoira, in collaborazione con il francese Pierre-Yves Rochon. L'Hotel Sofitel Buenos Aires rimase attivo fino al 2017, e nell'anno della sua inaugurazione venne incluso fra i migliori 80 nuovi hotel del mondo per la rivista francese Condé Nast Traveller. Nel 2023 fu inaugurato l'hotel 5 stelle "Casa Lucía", del gruppo spagnolo Único Hotels.

## Barrio Mihanovich
"Micro-quartiere" bonaerense, che porta il nome di Nicolás Mihanovich. Si trova nell'attuale quartiere di Parque Avellaneda, una delle quattordici "comunas" in cui è divisa la città. Costruito dalla UPCA (Unione Popolare Cattolica Argentina) nel 1925 su un terreno donato da Antonio Leloir e con il sostegno economico del medesimo Mihanovich, è un piccolo "barrio" progettato con lo scopo di ridurre la tensione sociale fra la classe operaia e l'élite portegna: si costruirono 10 case che vennero donate ad operai e la chiesa Santa Maria Teresa Goretti.

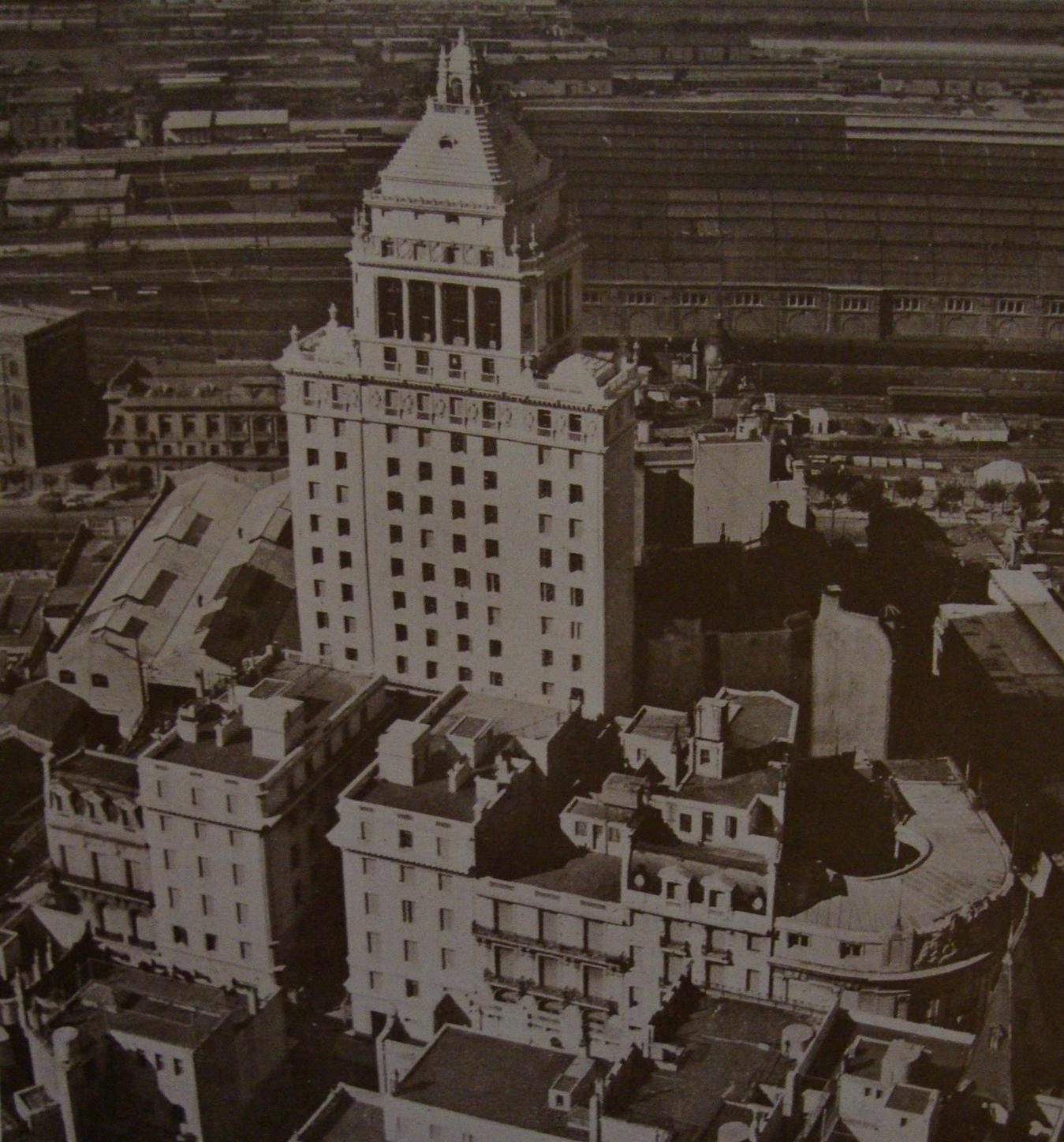
Edificio Mihanovich nel 1928.

## Fondazione Fratelli Mihanovich
Fondata insieme ai fratelli Michele ed Anna con l'obiettivo di contribuire allo sviluppo del loro paese natale, ha la sede a Doli ed esiste tuttora grazie a vari amministratori, tra i quali si trova quello attuale: Perom Brborom, in carica da più di trent'anni. È difficile elencare tutto quello che è stato fatto dalla fondazione, che si avvicina ai cent'anni di vita ed è sopravvissuta alla Seconda Guerra Mondiale ed alla Guerra d'indipendenza Croata, durante la quale furono donati soldi destinati all'istruzione dei bambini, al trattamento delle persone, all'approvvigionamento idrico e all'igiene a Doli. Più recentemente, la fondazione ha contribuito alla ricostruzione del lungomare di Zamaslina e continua a portare supporto economico agli studenti del paese.